# وحید لاهوتی
وحید لاهوتی عضو مجاهدین خلق ایران بود. وی پسر بزرگ حسن لاهوتی اشکوری نماینده مجلس جمهوری اسلامی است.

## عضویت در سازمان مجاهدین
در سن ۱۷ یا ۱۸ سالگی به پاسبانی در قم حمله کرد تا خلع سلاحش کند ولی دستگیر و شدیداً شکنجه شد. در زندان به عضویت مجاهدین درآمد و پس از انقلاب در آن سازمان فعالیت کرد. او بعد از انقلاب در روزنامه‌های کیهان و اطلاعات کار می‌کرد و کمک می‌کرد مطالب این سازمان در آنها منتشر شود.

## دستگیری و کشته‌شدن
وحید لاهوتی در ۴ آبان سال ۱۳۶۰ دستگیر شد و در ۶ آبان مأموران پدر او آیت‌الله لاهوتی را هم دستگیر کردند که چند ساعت بعد به‌طور نامعلومی فوت کرد. وحید با مأموران به ساختمان پلاسکو رفت. به گفته مأموران او در آنجا خود را از طبقه سوم پایین انداخت، ولی زنده ماند؛ ولی پس از انتقال به بیمارستان خود را از تخت پایین انداخت و فوت کرد.
سعید بشیرتاش و ابراهیم نبوی علت دستگیری آیت‌الله لاهوتی را خروج از مجلس به همراه مهدی بازرگان و اعضای نهضت آزادی در جریان رأی مجلس به عدم صلاحیت بنی‌صدر آورده‌اند.
اسدالله لاجوردی به دستگیر کنندگان آیت‌الله لاهوتی دستور داده بود که در صورتی که لاهوتی نمرد وی را بکشند.
سرانجام، وحید لاهوتی بر اثر ضربه به سر در زندان کشته شد؛ همان‌طور که پدرش حسن لاهوتی اشکوری نیز با سم استریکنین در زندان اوین کشته شد. عروس لاهوتی یعنی فائزه هاشمی هم بعدها گفت: «هم حسن لاهوتی و هم فرزند او، وحید را کشتند.» فاطمه هاشمی، دختر دیگر اکبر هاشمی رفسنجانی و عروس دیگر لاهوتی اعلام کرد که هاشمی رفسنجانی به دختران و دامادهای خود یعنی سعید و حمید لاهوتی توصیه کرده بود که برای حفظ مصالح حکومت جمهوری اسلامی، دربارهٔ شیوه مرگ لاهوتی سکوت کنند.